# Société Nationale des Chemins de fer du Congo
La Société Nationale des Chemins de fer du Congo (SNCC: «Compañía Nacional de Ferrocarriles del Congo») es la compañía ferroviaria nacional para los ferrocarriles interiores de la República Democrática del Congo.

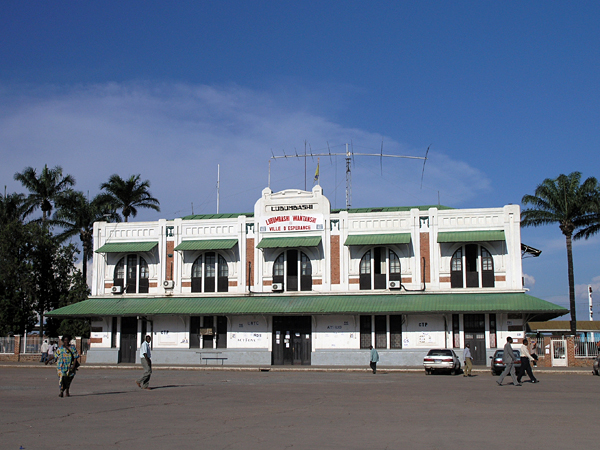
Estación central de Lubumbashi.

## Historia
El ferrocarril se hizo cargo de los activos de la Société Nationale des Chemins de Fer Zaïrois (SNCZ: «Compañia Nacional de Ferrocarriles de Zaire»). Debido a la guerra civil, el ferrocarril no funcionó desde 1998 hasta el 29 de junio de 2004. Durante la guerra, se destruyeron 500 km de vías férreas en las provincias de Maniema y Katanga. Una subvención de 1 millón de Dólares de la Oficina de Asistencia para Desastres en el Extranjero de la Agencia de los Estados Unidos para el Desarrollo Internacional está ayudando a pagar la reparación de la sección. Las organizaciones benéficas suelen utilizar el ferrocarril para distribuir alimentos y otros suministros. A pesar del apoyo extranjero, SNCC estuvo nuevamente al borde del colapso en 2010; para evitar esto, en junio de 2010 el Banco Mundial otorgó una subvención de 255 millones de $.
El Ferrocarril Matadi-Kinshasa es operado por ONATRA, en convenio con la CNC.

## Línea férrea

Mapa de las líneas férreas de la RDC.

3.641 kilómetros (de los cuales 858 kilómetros electrificados) en Katanga, Kasaï-Occidental, Kasaï-Oriental y Maniema.
Ancho de vía 1067 mm (3 ft 6 pulgadas):
Kamina a Ilebo Únicamente el restante semanal a través del tren de pasajeros está programado para tomar seis días. Acuerdo firmado en septiembre de 2007 para que China financie una extensión a Kinshasa, Sakania-Lubumbashi a Kindu (ver: Ferrocarril del Cabo a El Cairo)
Tenke (un apartadero en la línea principal de Lubumbashi a Ilebo)
a Dilolo (Frontera de Angola en Luau, el ferrocarril tiene conexión con Ferrocarril Benguela que termina en el puerto de Lobito en el océano Atlántico.) Kabalo a Kalemie
Ancho de vía 1000 mm (3 ft 3+3⁄8 in) metro de ancho: Ubundu a Kisangani (ferrocarril de transporte).